# Александрийское подворье
Александри́йское подво́рье — подворье Александрийской Православной Церкви, которое находилось на территории Российской империи, РСФСР, СССР, Украины, России.
По ходатайству епископа Фиваидского Никанора 21 мая 1855 года было издано высочайшее повеление императором Александром II, а 3 июня Московским епархиальным начальством было определено, чтобы Церковь Николая Чудотворца в Подкопаях (которая ранее была приписана к церкви Иоанна Предтечи, бывшего Иоанно-Предтеченского монастыря с её имуществом и землёю была передана Патриарху Александрийскому для создания подворья  Александрийской Православной Церкви.
Александрийское подворье существовало в Церкви Николая Чудотворца в Подкопаях в Москве с 1855 года  до  закрытия церкви, до 1929 года.
Александрийское подворье открылось в октябре 1956 года, и 28 декабря того же года под храм подворья была определена Троицкая церковь в Одессе, здесь подворье до 1 апреля 1999 года.
1 апреля 1999 года Александрийское подворье было перенесено в Церкви Всех Святых на Кулишках в Москве. Деятельность подворья была приостановлена 29 декабря 2019 года решением Священного Синода Русской православной церкви.